# María Isabel Urrutia
María Isabel Urrutia Ocoró (Candelaria, Valle del Cauca, 25 de março de 1965) é uma ex-levantadora de peso colombiana que conquistou a única medalha de ouro em Jogos Olímpicos (Sydney 2000) para a América do Sul. Por este feito, recebeu das mãos do então presidente Andrés Pastrana a Cruz de Boyacá, máxima honraria entregue pelo governo do país, e recebe uma pensão vitalícia do Estado colombiano.
Antes de se dedicar ao halterofilismo Urritia praticou arremesso de peso e lançamento de disco, participando das duas modalidades nos Jogos Olímpicos de 1988. As suas melhores marcas pessoais foram 16.47 no peso (1990) e 58.50 no disco (1992).
Atualmente é uma política e tem assento na Câmara dos Representantes da Colômbia (câmara baixa) desde 2002 (reeleita em 2006).